# 弗萊明頓 (佛羅里達州)
弗萊明頓（英語：Flemington）是位於美國佛羅里達州馬里昂縣的一個非建制地區。該地的面積和人口皆未知。

## 地理
弗萊明頓的座標為29°24′28″N 82°17′51″W / 29.40778°N 82.29750°W，而該地的平均海拔高度為29米（即95英尺）。